# Sarāb-e Aḩmadvand
Sarāb-e Aḩmadvand (persiska: سَرابِ اَحمَدوَند, گَچينِه, گَجينِه, مَچينِه, سراب احمدوند) är en ort i Iran.   Den ligger i provinsen Lorestan, i den västra delen av landet, 400 km sydväst om huvudstaden Teheran. Sarāb-e Aḩmadvand ligger 1 917 meter över havet och antalet invånare är 671.
Terrängen runt Sarāb-e Aḩmadvand är huvudsakligen kuperad, men åt sydost är den platt.Runt Sarāb-e Aḩmadvand är det ganska tätbefolkat, med 56 invånare per kvadratkilometer. Närmaste större samhälle är Nūrābād, 8,4 km öster om Sarāb-e Aḩmadvand. Trakten runt Sarāb-e Aḩmadvand består till största delen av jordbruksmark.